# 666
Évszázadok: 6. század – 7. század – 8. század
Évtizedek: 610-es évek – 620-as évek – 630-as évek – 640-es évek – 650-es évek – 660-as évek – 670-es évek – 680-as évek – 690-es évek – 700-as évek – 710-es évek
Évek: 661 – 662 – 663 – 664 –  665 – 666 – 667 – 668 – 669 – 670 – 671

## Események

### Európa
- Maurosz ravennai érsek függetlenné nyilvánítja magát a római pápától, mire Vitalianus pápa kiátkozza. Maurosz II. Kónsztasz császárhoz fordul, aki jóváhagyja kérését, hogy Bizánc itáliai birtokának székhelye, Ravenna egyházjogilag függetlenné váljon. A ravennai érsekek II. Leo idejéig (682–83) a császártól kapják palliumukat.
- Amíg Grimoald longobárd király délen a bizánciakkal háborúskodik, fővárosába, Paviába Lupus friuli herceget nevezi ki kormányzónak. Lupus zsarnokoskodik és a maga hatalmát építi ki, arra számítva, hogy Grimoald nem tér vissza. A király azonban visszatér, Lupus pedig a felelősségrevonás elől visszavonul Friuliba és fellázad. Grimoald az avarokat kéri meg a felkelés leverésére, akik legyőzik és csatában megölik a herceget. Friuli trónját Lupus fia, Arnefrit foglalja el, akit Grimoald elűz, majd amikor szláv szövetségeseivel visszatér, csatában megöl. Friulit Wechtar kapja.
- Angliában az essexi Earconwald herceg megalapítja Chertsey férfi- és Barking női kolostorát.

### Omajjád Kalifátus
- Az arabok Muávija ibn Hudajdzs vezetésével betörnek a bizánci Büzakénébe (ma Tunézia), kifosztják Kábeszt és Banzartot, majd visszatérnek Egyiptomba.

## Halálozások
- Abd al-Rahmán ibn Abu Bakr, arab hadvezér, Mohamed próféta sógora
- Arnefrit, friuli herceg
- Lupus, friuli herceg
- Ramla bint Abí Szufján, Mohamed felesége

## Fordítás
- Ez a szócikk részben vagy egészben  a(z)   666 című angol Wikipédia-szócikk ezen változatának fordításán alapul.  Az eredeti cikk szerkesztőit annak laptörténete sorolja fel. Ez a jelzés csupán a megfogalmazás eredetét és a szerzői jogokat jelzi, nem szolgál a cikkben szereplő információk forrásmegjelöléseként.